# Ачмизов, Айдамир Ахмедович

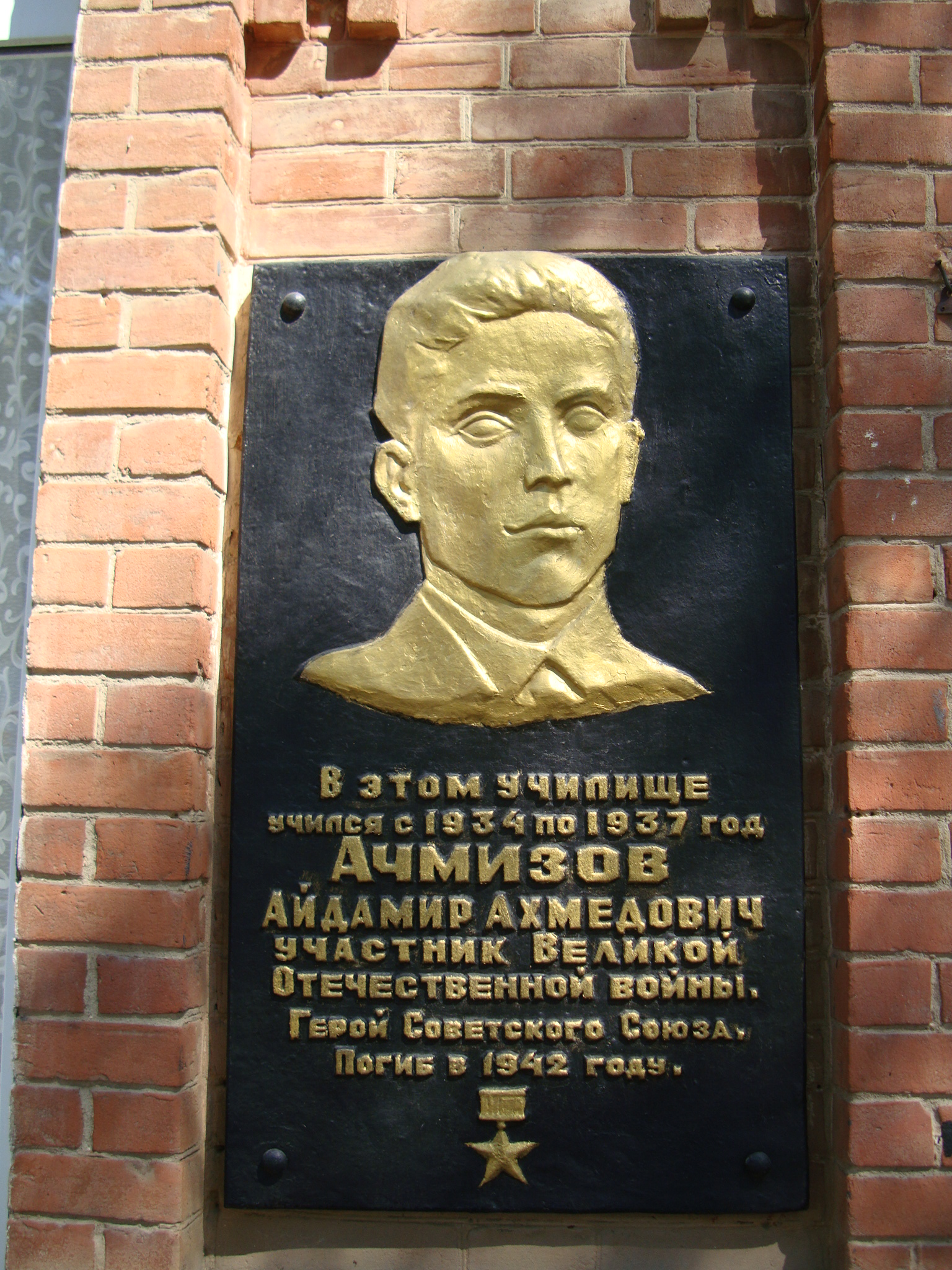
Ачмизов Айдамир Ахмедович Герой Советского Союза. Мемориальная доска на Майкопском педагогическом колледже

Ачмизов Айдамир Ахмедович (23.03 1912 — 02.12.1942) Герой Советского Союза, заряжающий орудия 2-го гвардейского отдельного конного артиллерийского дивизиона 10-й гвардейской казачьей Кубанско-Слуцкой Краснознамённой орденов Суворова, Кутузова и Богдана Хмельницкого кавалерийской дивизии, 4-го гвардейского казачьего кавалерийского корпуса, Закавказский фронт. Гвардии рядовой.

## Биография
Родился в 1912 году в ауле Большой Кичмай, Лазаревский район, города Сочи Краснодарского края в семье крестьянина. Адыг-шапсуг. Член ВКП(б). Окончил Адыгейское педагогическое училище в 1937 году, Краснодарский педагогический институт (заочно). Работал учителем географии и директором неполной средней школы в ауле Большой Псеушхо и директором Красноалександровской средней школы Туапсинский район.
В Красную Армию был зачислен добровольцем Шапсугским райвоенкоматом в феврале 1942 года заряжающим орудия во 2-ю батарею 267-го (с авг. 1942 — 2-го гвардейского) отдельного конно-артиллерийского дивизиона и в составе 4-го гвардейского добровольческого казачьего кавалерийского корпуса, направлен на фронт. Бесстрашие и мужество артиллерист Ачмизов А. А. проявил в первых же жестоких боях с немцами в августе 1942 года в районе станиц Шкуринская, Кущевская, Ново-Алексеевская и аула Кошехабль, за что получил орден Отечественной войны II степени.

## Подвиг
Заряжающий орудия 2-го гвардейского отдельного конного артиллерийского дивизиона 10-й гвардейской казачьей Кубанско-Слуцкой Краснознамённой орденов Суворова, Кутузова и Богдана Хмельницкого кавалерийской дивизии, 4-го гвардейского казачьего кавалерийского корпуса, Закавказский фронт гвардии рядовой Ачмизов Айдамир Ахмедович отличился в бою под аулом Новкус-Артезианом ныне Нефтекумский район Ставропольский край.
В ночь на 1 декабря 1942 года гвардейцы 36-го казачьего кавалерийского полка с приданной ему 2-й батареей, где служил Ачмизов, внезапным ударом выбили фашистов из аула Новкус-Артезиана и взяли под контроль дорогу Будённовск — Моздок. Но враг не стал мириться с потерей ключевой позиции, и утром начались атаки одна за другой.
2 декабря 1942 года при отражении танковой атаки вышел из строя почти весь расчёт. Заряжающий Ачмизов встал на место наводчика и вместе с раненым командиром расчёта вступил в поединок с одиннадцатью вражескими танками. Его метким огнём было уничтожено 2 тяжёлых и 3 средних танка. Но и сам отважный артиллерист в этом бою погиб. Танкам так и не удалось прорваться к нашим позициям.
Похоронен в ауле Новкус-Артезиане (Нефтекумский район, Ставропольский край).
Указом Президиума Верховного Совета СССР «О присвоении звания Героя Советского Союза начальствующему и рядовому составу Красной Армии» от 31 марта 1943 года за «образцовое выполнение боевых заданий командования на фронте борьбы с немецкими захватчиками и проявленные при этом отвагу и геройство» гвардии казаку Ачмизову Айдамиру Ахмедовичу- присвоено звание Героя Советского Союза (посмертно). Отважный артиллерист стал первым Героем Советского Союза в 4-м гвардейском казачьем кавалерийском корпусе.

## Награды
- Герой Советского Союза (31.03.1943)[1][5]
- орден Ленина (26.09.1942)[1]
- Орден Отечественной войны II степени [3]

## Память

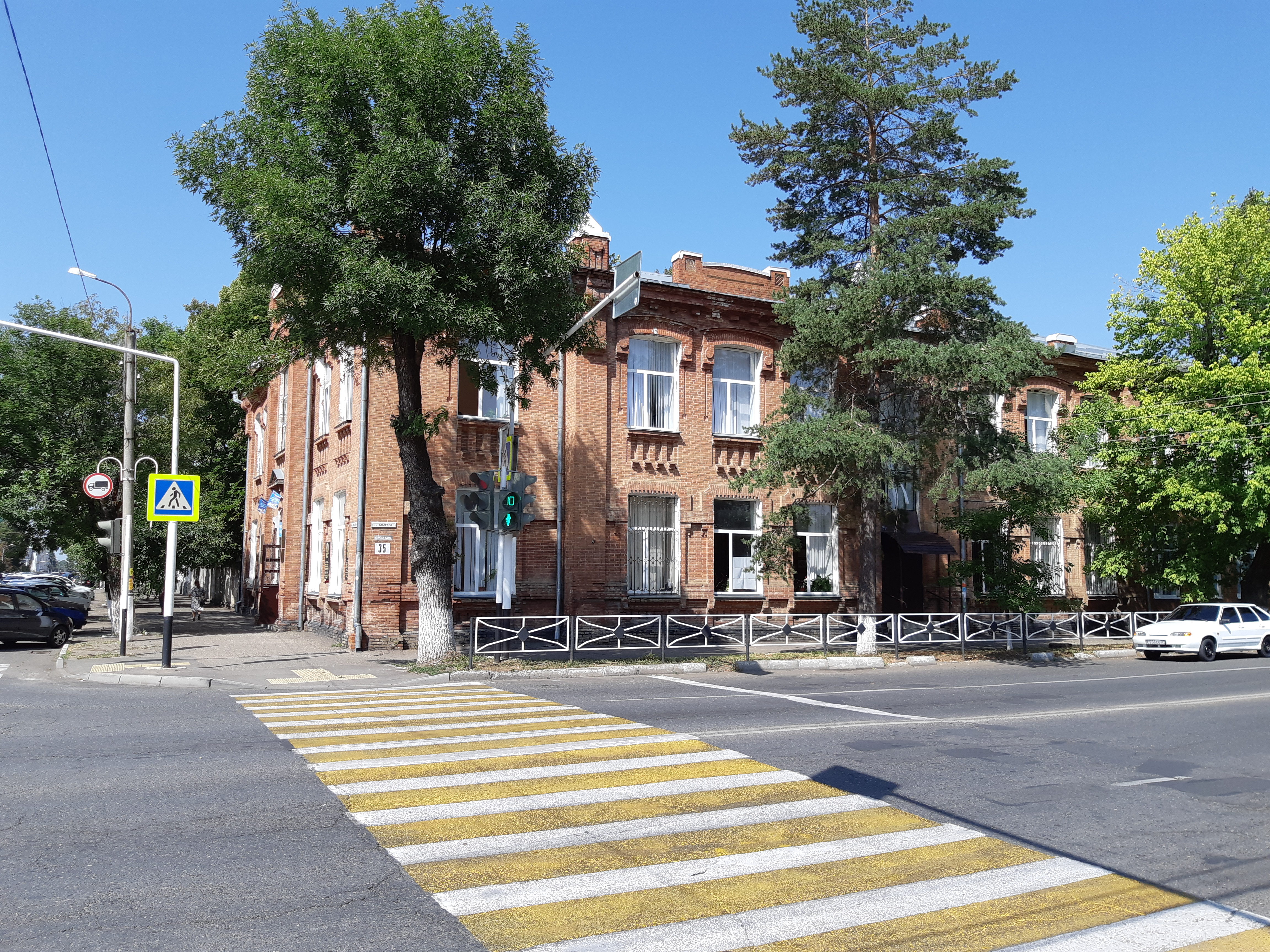
На здании педучилища установлена мемориальная доска герою

- Имя Героя высечено золотыми буквами в зале Славы Центрального музея Великой Отечественной войны в Парке Победы городе Москве.
- Установлен надгробный памятник на могиле Героя, 1962 год. Аул Новкус-Артезиан[6]
- В ауле Большой Кичмай имя Героя носит школа, во дворе её в 1963 году установлен бюст Героя[2].
- В образовательном учреждении аула Хаджико, где несколько месяцев до начала войны он проработал директором, установлен барельеф[2].
- В ауле Красно-Александровский Лазаревский район перед зданием средней школы, где А. А. Ачмизов был учителем и директором, высится обелиск[2].
- На здании Адыгейского педагогического училища в Майкопе установлена мемориальная доска[2].
- В ауле Новкус-Артезиане, Нефтекумский район установлен его бюст
- Перед входом в Нефтекумскую районную администрацию установлен памятный барельеф с портретом и кратким описанием подвига[2].
- Приказом по полку Ачмизов навечно зачислен в списки Н-ской части. Он состоит в списках батареи, в которой служил и с которой сражался на поле боя.[7]